# Tégrité
 (mars 2020).
Tégrité (Tegridy Farms) est le quatrième épisode de la saison 22 de South Park, et le 291e épisode de la série. Cet épisode fait référence à la création de la cigarette électronique.
Tout le monde est accro à la vapoteuse même les élèves de l'école de South Park, Randy en a marre de la ville et décide de retourner à la campagne.

## Résumé
Randy et Sharon Marsh sont convoqués à l'école car Shelley a été surprise à envoyer des photos de son anus (en fait, celui d'un chien) à un surveillant pour qu'il ferme les yeux quand elle vapote discrètement.
En ayant assez de la ville, Randy convainc Sharon de déménager et de reprendre une ferme de cannabis des environs pour y cultiver et transformer du chanvre. L'inspecteur de l'État arrive pour tester la qualité de la marchandise : c’est le grand retour de Servietsky qui teste personnellement chaque échantillon et qui accorde sa licence à Randy.
Randy reçoit la visite du plus grand fabricant de cigarettes électroniques du pays qui veut lui acheter sa production pour alimenter ses flacons.
Randy refuse violemment car pour lui la cigarette est un truc de fiottes.
Kyle découvre que son petit frère Ike vapote de même que les autres élèves de la maternelle. Stan et Eric enquêtent et découvrent que c’est Butters le dealer de l'école. Cartman lui donne un coup de poing mais à la récréation suivante, Butters le confronte : il a tapé plus fort que prévu et menace de le dénoncer comme dealer principal. Kyle surprend la conversation. Eric supplie Kyle de ne rien dire avant qu’il n’ait écoulé son stock. Kyle se met en colère quand il voit que Cartman continue sa campagne publicitaire.
Avec la complicité de Kyle, Cartman et Butters volent leur fournisseur en laissant près de lui le cadavre d’une prostituée.
Kyle ne sait plus quoi faire et s’adresse à M. Mackey mais Eric et Butters l’ont précédé, les élèves sont en colère de la fin du réseau et pour les calmer ils doivent piller les entrepôts du Big Boss et se rendent dans le plus grand bar à vapoteuses du coin. Randy voit avec colère son voisin vendre sa production au boss et que Stan vapote aussi.
Il rejoint le bar et commence à frapper les clients pendant que les enfants essayent de voler du liquide pour vapoteuses.
Servietsky arrive pour prêter main-forte à Randy qui ouvre les vannes faisant baigner le bar dans les vapeurs toxiques avant de mettre le feu avec un joint allumé. Randy rentre heureux à la ferme pendant que Stan constate avec dépit que rien n’a changé pour lui.